# 阿克列紹里
48°22′50″N 24°50′59″E / 48.38056°N 24.84972°E
阿克列紹里（烏克蘭語：Акрешори），是烏克蘭的村落，位於該國西部伊萬諾-弗蘭科夫斯克州，由科索夫區負責管轄，始建於1714年，面積9平方公里，2001年人口838。